# Malthinus aetolicus
Malthinus aetolicus es una especie de coleóptero de la familia Cantharidae.

## Distribución geográfica
Habita en Grecia.